# Cuevas de Amboni
Cuevas de Amboni son las cuevas de piedra caliza más extensas de África Oriental. Se encuentran a 8 km al norte de la ciudad de Tanga, en Tanzania cerca de la carretera Tanga-Mombasa. Las cuevas se formaron hace alrededor de 150 millones de años durante la edad jurásica. Cubren un área de 234 km². Según los investigadores de la zona, estas cuevas estaban bajo el agua hace 20 millones de años. Hay un total de diez cuevas, pero solo una se utiliza para las visitas guiadas.
Amboni Limited, una empresa que entonces operaba plantaciones de sisal en la región de Tanga adquirió el área en 1892. La compañía notificó al gobierno colonial británico sobre las cuevas que a su vez declaró el sitio un área de conservación en 1922.